# بيتر برادي
بيتر برادي (بالإنجليزية: Peter Brady)‏ هو سياسي أمريكي، ولد في 1829 بنورواك في الولايات المتحدة. حزبياً، نشط في الحزب الديمقراطي. وقد انتخب أمين صندوق الدولة ‏ وانتخب عضو مجلس نواب أوهايو.